# Nordri, Sudri, Austri et Westri
Nordri, Sudri, Austri et Vestri sont les quatre nains de l’Edda de Snorri ayant pour fonction de maintenir la voûte céleste dans la cosmogonie nordique. Ils figurent dans la partie Gylfaginning.
Ces nains ont donné leurs noms aux points cardinaux :
- Norðri, le nain dit « septentrional », il représente donc le Nord.
- Suðri, le nain dit « méridional », il représente donc le Sud.
- Austri est le nain dit « oriental », il représente donc l'Est.
- Vestri est le nain dit « occidental », il représente donc l'Ouest.

## Sources
L'Edda (récits de mythologie nordique) par Snorri Sturluson.